# گرت فرانک
گرت فرانک (دانمارکی: Gert Frank؛ زادهٔ ۱۵ مارس ۱۹۵۶) دوچرخه‌سوار اهل دانمارک است.
وی در مسابقات کشوری و بین‌المللی در مجموع برندهٔ ۱ مدال برنز شده‌است.